# Wundschuh
Wundschuh é um município da Áustria, situado no distrito de Graz-Umgebung, na estado da Estíria. Tem 12,89 km² de área e sua população em 2019 foi estimada em 1.598 habitantes.